# Geschiedenis van Egypte
| Prehistorisch Egypte pre–3100 v. Chr. |
| Oude Egypte Proto-dynastieke periode 3200-3032 v.Chr. Vroeg-dynastieke periode 3032–2686 v. Chr. Oude Rijk 2686–2181 v. Chr. Eerste tussenperiode 2181–2055 v. Chr. Middenrijk 2055–1650 v. Chr. Tweede tussenperiode 1650–1550 v. Chr. Nieuwe Rijk 1550–1069 v. Chr. Derde tussenperiode 1069–664 v. Chr. Late periode 664–332 v. Chr. |
| Grieks Egypte 332–30 v. Chr. Alexandrijnse Oorlog 48 v. Chr. |
| Romeins Egypte 30 v. Chr.–640 CE |
| Vroeg-islamitisch Egypte 640-1517 Kruisvaardersinvasie van Egypte 1154-1169 |
| Ottomaans Egypte 1517–1867 Franse bezetting 1798–1801 Semi-autonome provincie 1801-1882 Kedivaat Egypte 1867–1914 |
| Modern Egypte Britse overheersing 1882–1953 Sultanaat Egypte 1914–1922 Egyptische Revolutie van 1919 Koninkrijk Egypte 1922–1953 Egyptische Revolutie van 1952 |
| Republiek 1953–nu Vrije Officieren en Nasser 1952-1970 Verenigde Arabische Republiek 1958–1961 Verenigde Arabische Staten 1958–1961 Egypte onder Sadat 1970-1981 Egypte onder Moebarak 1981-2011 Egyptische Revolutie van 2011 Protesten en staatsgreep in 2013                                                                         |
| Portaal Geschiedenis Portaal Egypte |

Egypte heeft een lange geschiedenis als staat. De Nijl is sinds de oudheid een natuurlijke levensader en belangrijke economische factor. De Nijl stroomt uit het zuiden via diverse cataracten naar het noorden en mondt daar uit in een delta in de Middellandse Zee.

## Prehistorie
Rond 8000 à 7000 v.Chr. migreerden groepen vanuit Noord-Afrika (Libië) en de Levant naar Egypte. De rivier de Nijl, die met jaarlijkse overstromingen het land zeer vruchtbaar maakte, zou altijd van centrale betekenis zijn voor Egypte, dat dan ook de bijnaam ‘geschenk van de Nijl’ kreeg.
De Badaricultuur, rond 4700 v.Chr. in Midden-Egypte, vervaardigde al aardewerk en er zijn resten van hun begraafplaatsen gevonden. Noordelijker vindt men de Fajoemcultuur.
Tot 3500 v.Chr. zijn er slechts sporen van eenvoudige dorpscultuur. Tussen 3500 en 3300 v.Chr. ontstonden enkele steden; er was sociale stratificatie (verschillen in sociale status); er waren contacten met het buitenland, met name Mesopotamië; en er was een begin van centralisatie van staatsmacht.

## Oude Egypte

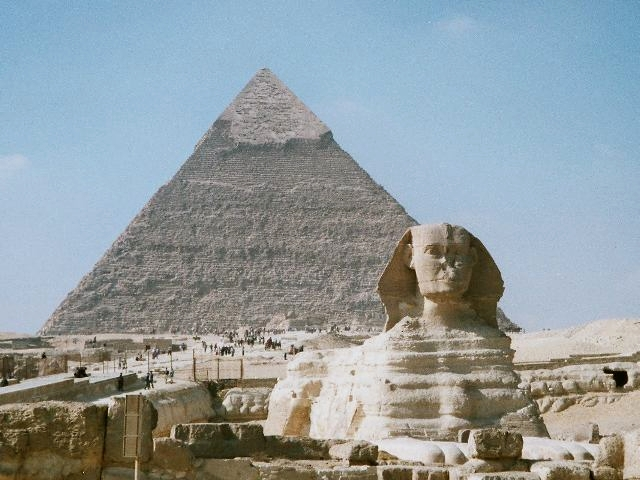
De piramides en de sfinx: bewijzen van de macht van het oude Egypte

De periode van 3300 v.Chr. tot 332 v.Chr. wordt het Oude Egypte genoemd. In die periode was Egypte soms verenigd in één rijk onder een koning (farao), soms verdeeld in een aantal heerschappijen. Vanaf circa 2680 v.Chr. was het duizend jaar de gewoonte van koningen om al tijdens hun leven een piramide, of meer dan één, te laten bouwen als grafmonument voor zichzelf. De Egyptenaar vereerde doorgaans een groot aantal goden. Rond 1700-1600 v.Chr heersten Aziatische nomaden over een deel van Egypte, rond 667 v.Chr. Assyriërs enkele jaren.
Tussen 525 en 404 v.Chr. heersten de Perzen over Egypte; vanaf 343 v.Chr. opnieuw.

## Macedonische en Ptolemeïsche periode
Nadat de Macedoniër Alexander de Grote in 332 v.Chr. Egypte veroverde viel het land tussen 323 en 30 v.Chr. onder de heerschappij van de Macedonische generaal Ptolemeus en diens nakomelingen. De nieuw gebouwde stad Alexandrië groeide uit tot commercieel en cultureel centrum van de hele hellenistische wereld. De boeren op het platteland werden zware belastingen in natura, met name graan, opgelegd, ter verrijking van het koningshuis.

## Romeins Egypte

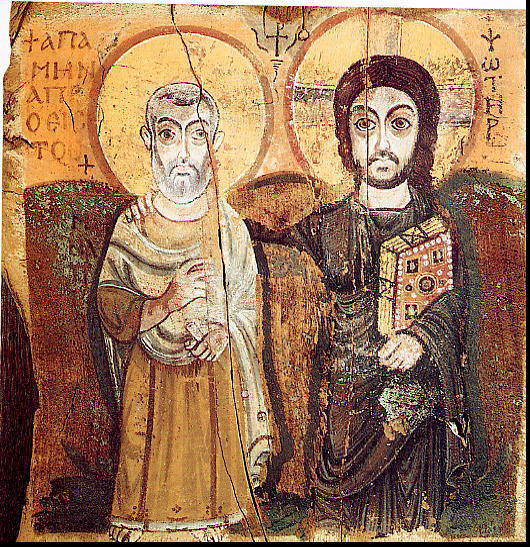
Christus en Sint Menas. Een 6e-eeuwse koptische icoon uit het klooster van Sint Apollo in Bawit in Egypte (nu in Musée du Louvre, Parijs)

Ook onder de Romeinen (30 v.Chr. – 640 n.Chr.) werd Egypte uitgebuit en hadden boeren het vaak zwaar. Net als de Grieken voor hen respecteerden de Romeinen, althans aanvankelijk, de oude Egyptische religie. Vanaf 381 echter verboden de christelijke Romeinse keizers de Egyptische godenverering.
In 451 ontstaat een theologische breuk in het christendom tussen enerzijds de Egyptische Koptische kerk en anderzijds de machtiger kerken van onder andere Rome en Constantinopel. Met name vanaf 565 leidt dit tot vervolging van de andersdenkende, volgens hoofdstad Constantinopel ‘ketterse’, christelijke Egyptenaren.

## Vroeg-islamitisch Egypte

### Arabieren

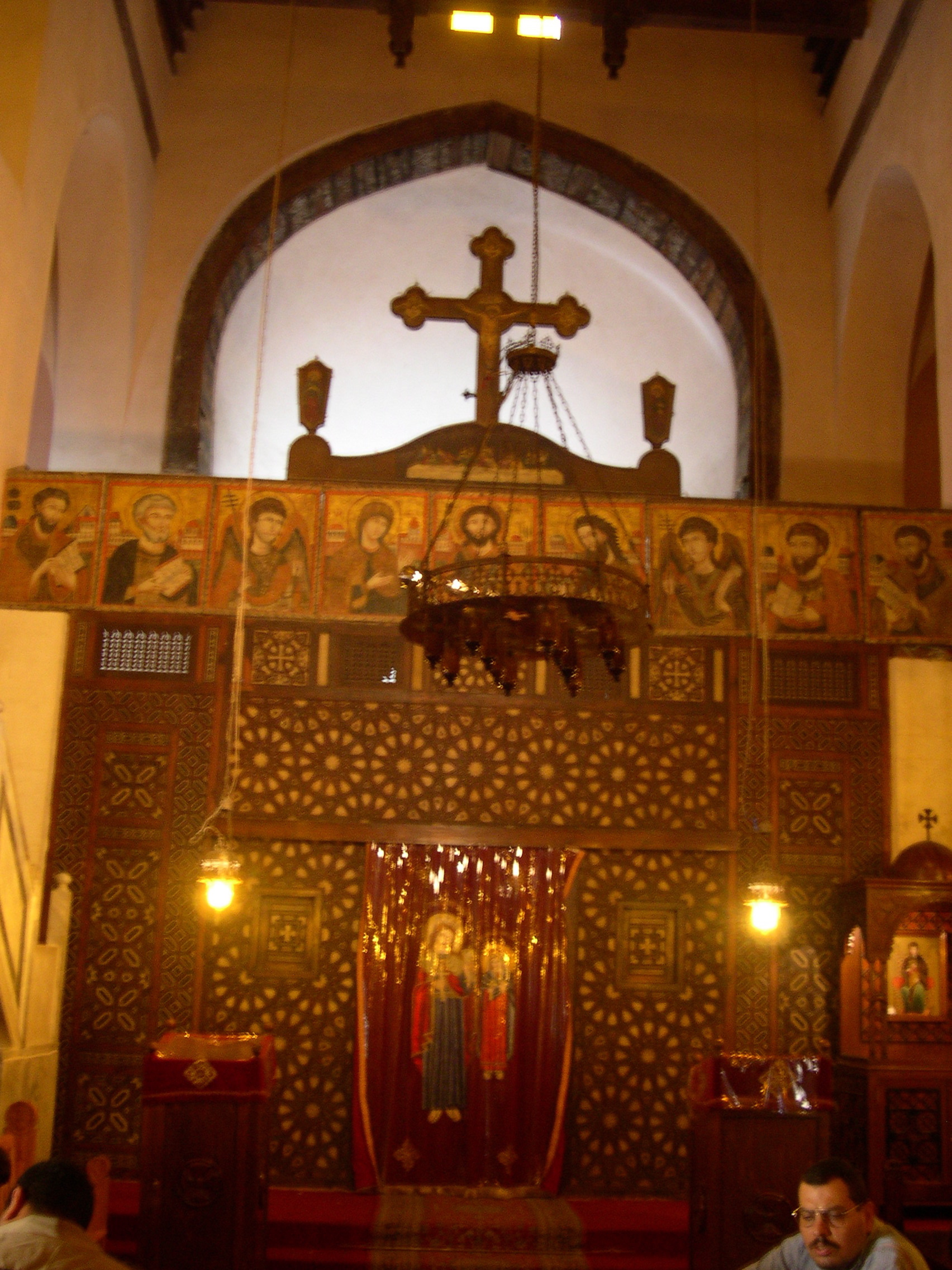
Kerk van Sint Barbara (of Sitt Barbara) in Caïro. Gebouwd rond 700, gerenoveerd tussen 1072 en 1073 en nogmaals begin 20e eeuw

Rond 640 veroveren de islamitische Arabieren Egypte. Constantinopel deed geen poging de aanval op Alexandrië af te slaan. Misschien was men in Constantinopel blij, van die ‘ketterse’ Egyptische christenen verlost te zijn; in ieder geval, zo stellen sommige historici, waren de Egyptenaren blij, van de Byzantijnen verlost te zijn. De eerste tijd was het Arabische bewind minzaam. Vanaf 658 werd het tegenover de kopten (Egyptische christenen) onderdrukkender. Deels kwamen de kopten daartegen in opstand, deels gingen ze over tot de islam.

### Fatimiden

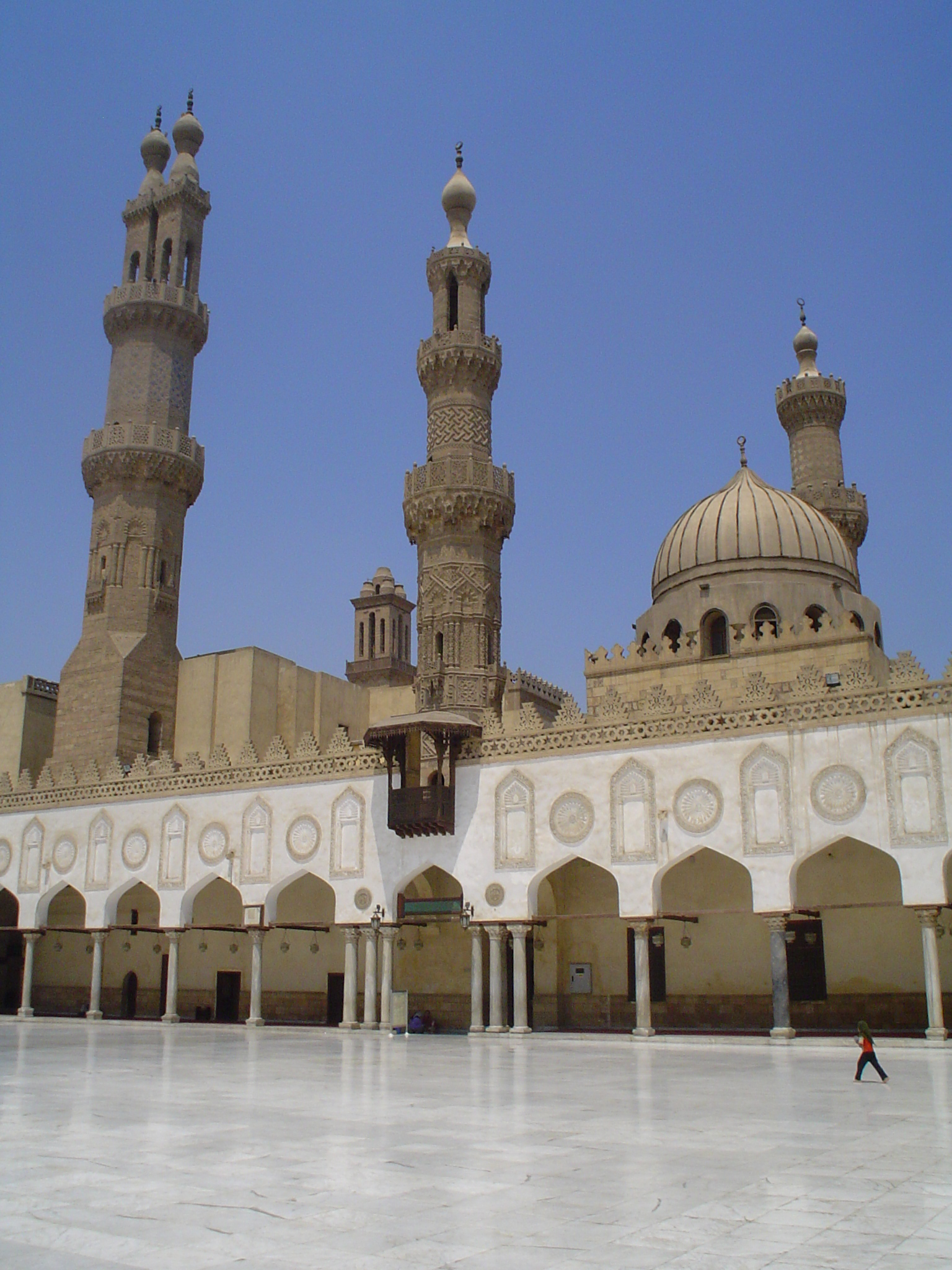
Marmeren binnenhof van de Al-Azhar-moskee, toegevoegd tijdens de periode van de Fatimiden. De twee minaretten op de voorgrond zijn uit de Mamlukse periode; rechts achter de koepel is de Aqbaghawiyya-minaret zichtbaar; helemaal achteraan (tweede van links) is een minaret gebouwd door Abd al-Rahman Katkhuda rond 1750

In 969 verovert een sjiitisch Tunesisch vorstenhuis van Fatimiden Egypte. Ze bouwen de provinciehoofdstad Fustat uit tot het nieuwe
al-Medina al-Qahira (= Caïro), dat zich geleidelijk ontwikkelde tot een intellectueel en commercieel centrum van de moslimwereld.

### Ajjoebiden
In 1171 neemt Saladin Egypte in, en vestigt er de dynastie van de Ajjoebiden, waarmee Egypte terugkeert tot de soennitische islam.
Tussen 1167 en 1250 wordt Egypte drie keer aangevallen door kruisvaarders.

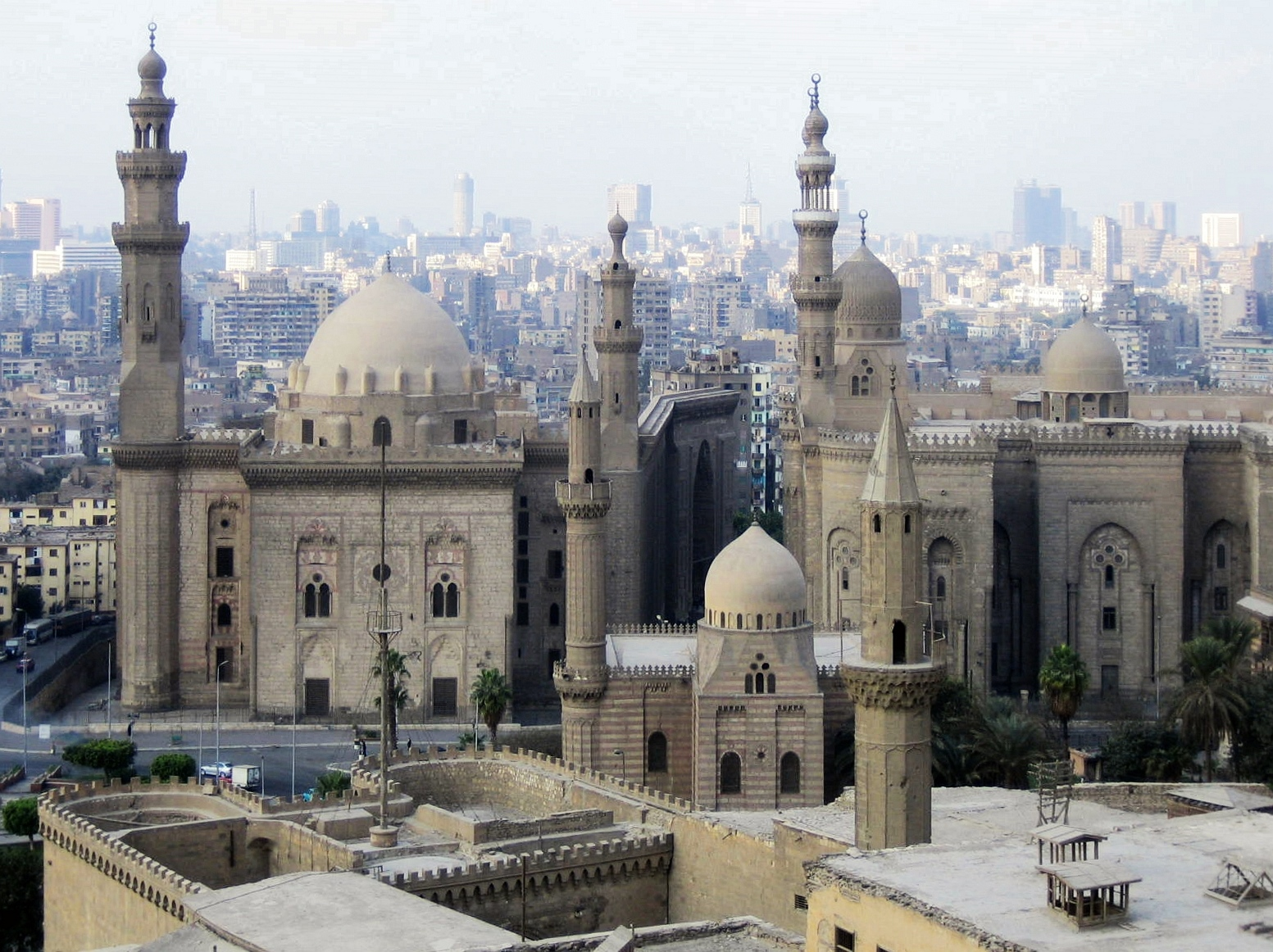
De Sultan Hassan-moskee (links; 1356-1359 gebouwd) en de latere
El Rifai moskee (rechts) en twee Ottomaanse moskeeën (voorgrond) – Caïro.

### Mamlukken
In 1250 veroveren de Mamlukken Egypte. Caïro wordt het belangrijkste centrum van de moslimwereld, en Egypte bloeit. Na 1380 echter wordt het Mamlukse bewind roofzuchtig, en Egypte verarmt.

## Ottomaans Egypte
In 1517 veroveren de Ottomaanse Turken onder Sultan Selim I het Mamlukse rijk. Istanbul overvleugelde Caïro als the place to be in het Midden-Oosten. De ontdekking door West-Europeanen van de zeeroute om Kaap de Goede Hoop (1488) en van de Amerika´s (1492) maakte Egypte voor hen minder onmisbaar op de Europees-Aziatische handelsroute. Het Ottomaanse systeem om belastinginning te verpachten aan Mamlukken en oelema (moslimgeleerden) leidde tot uitbuiting van Egyptenaren. Egypte verarmde, maar Caïro bleef altijd toch wel een commercieel centrum van aanzienlijk belang.
Van 1798 tot 1801 bezet Frankrijk Egypte. Dan lukt het een Brits-Ottomaanse legermacht de Fransen te verdrijven.

## Modern Egypte

### Semiautonome provincie (1801-1882)
Tussen 1801 en 1882 functioneerde Egypte als Ottomaanse provincie met grote mate van autonomie, onder een erfelijke dynastie van pasja’s (gouverneurs), later kediven (prinsen). Egypte moderniseerde zich, met Europese hulp. De staatsschuld van de kedive aan Europese staten liep echter, naar mening van vooral Engeland en Frankrijk, té hoog op.

### Britse overheersing (1882-1952)
Om de noodzakelijk geachte Egyptische binnenlandse bezuinigingen en terugbetalingen van staatsschuld af te dwingen bezette Groot-Brittannië in 1882 Egypte. Er ontstond een fragiel machtsspel tussen de Britten, de kedive (later koning), en het parlement. Egyptenaren ervoeren de Britse overheersing echter als uitbuiting. Uit onvrede over ‘Europese democratie’ ontstond in 1928 de Moslimbroederschap. Toen de Britten in 1942 de koning en het parlement volledig monddood maakten verviel Egypte tot chaos.

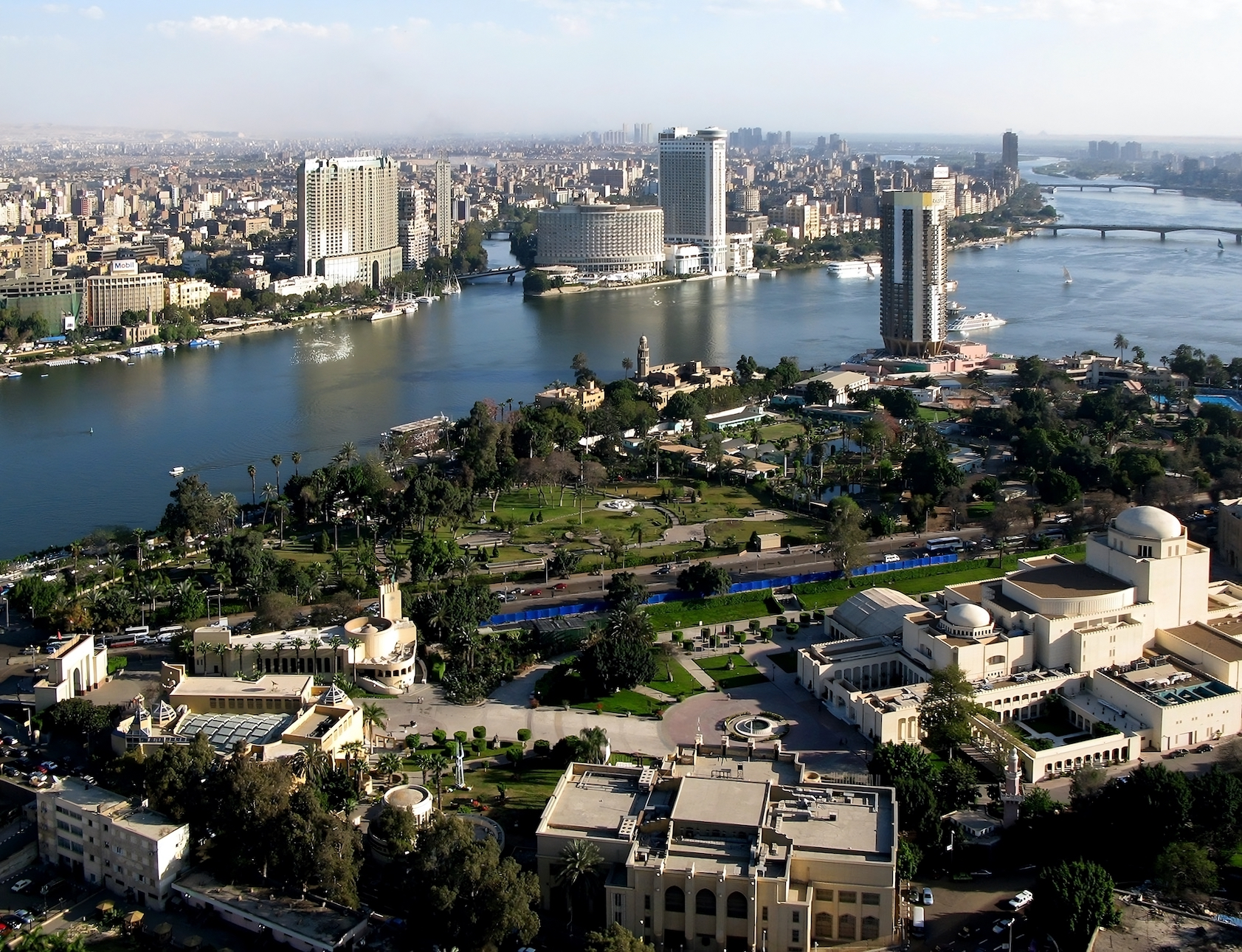
De Nijl stroomt door Caïro

### Vrije Officieren en Nasser (1952-’70)
In 1952 zette een groep Egyptische militaire officieren ('de Vrije Officieren') de koning af, en daarmee de Britse macht. Nasser, informeel leider van de Vrije Officieren, wist zich in drie jaar op te werken tot absolute alleenheerser. Nasser weerstond in 1956 een oorlog begonnen door Engeland, Frankrijk en Israël. Het Egyptische levenspeil steeg sinds 1952. Na Egyptische en Arabische vijandige retoriek jegens Israël versloeg Israël Egypte en Arabische staten in 1967 spectaculair.

### Sadat (1970-’81)
Mede doordat Egypte al sinds 1945 de basislevensmiddelen van het volk subsidieerde kwam het in 1977 in betalingsmoeilijkheden, en schroefde de voedselsubsidies terug. Het ‘broodoproer’ dat uitbrak werd door het leger neergeslagen, waarbij het 150 relschoppers doodschoot. Tot onbegrip van vele Egyptenaren sloot de autocratische Sadat in 1978 vrede met Israël. Ontevreden Egyptenaren organiseerden zich opnieuw in islamitische groepen, sommige gewelddadig. Na jarenlange protesten vanuit de bevolking werd Sadat in 1981 doodgeschoten door een legerofficier, lid van de Egyptische Islamitische Jihad.

### Mubarak (1981-2011)

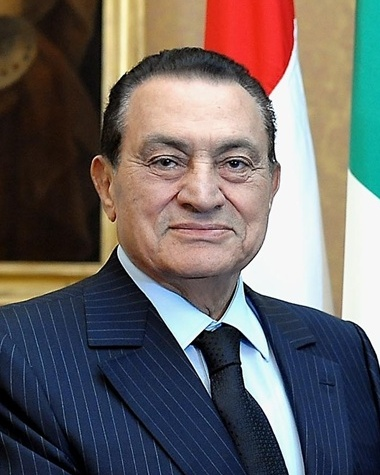
Hosni Mubarak in 2009

Ook Moebarak regeerde met door de Grondwet omschreven vrijwel absolute macht. Politieke partijen gebaseerd op godsdienst waren verboden, waardoor de Moslimbroederschap verboden bleef; desondanks waren Moslimbroeders publiekelijk bekend, en was hun Broederschap geroemd om haar netwerk voor sociale dienstverlening.

### Egyptische revolutie (2011)
In enkele weken protestdemonstraties in januari en februari 2011 wisten de opstandigen president Moebarak tot aftreden te dwingen. Inmiddels regeert een militaire raad, is op 30 maart een nieuwe voorlopige grondwet van kracht geworden. Parlementsverkiezingen (Volksassemblee) zijn aangekondigd voor 28 november 2011, en presidentsverkiezingen 1 à 2 maanden later.
Tijdens de Egyptische presidentsverkiezingen 2012 werd de leider van de Moslimbroederschap, Mohamed Morsi tot president verkozen. Een jaar later werd Morsi afgezet door het leger.

### Abdul Fatah al-Sisi (2014- )
Sinds 2014 is de opperbevelhebber van het Egyptische leger, Abdul Fatah al-Sisi, president.
Geschiedenis van:
Algerije · Angola · Benin · Botswana · Burkina Faso · Burundi · Centraal-Afrikaanse Republiek · Comoren · Congo-Brazzaville · Congo-Kinshasa · Djibouti · Egypte · Equatoriaal-Guinea · Eritrea · Ethiopië · Gabon · Gambia · Ghana · Guinee-Bissau · Guinee-Conakry · Ivoorkust · Kaapverdië · Kameroen · Kenia · Lesotho · Liberia · Libië · Madagaskar · Malawi · Mali · Marokko · Mauritanië · Mauritius · Mozambique · Namibië · Niger · Nigeria · Oeganda · Rwanda · Sao Tomé en Principe · Senegal · Seychellen · Sierra Leone · Soedan · Somalië · Somaliland · Swaziland · Tanzania · Togo · Tsjaad · Tunesië · Westelijke Sahara · Zambia · Zimbabwe · Zuid-Afrika · Zuid-Soedan
Noord-Afrika · West-Afrika